# Pete Candoli
Pete Candoli (Walter Joseph Primo Candoli) est né le 26 juin 1923 à Mishawaka (Indiana), États-Unis et mort le 11 janvier 2008), est un trompettiste de jazz américain.
Il est parfois surnommé Pete « Superman » Candoli.

## Biographie
Frère aîné du trompettiste Conte Candoli, Pete Candoli apprend successivement la contrebasse, le cor, puis la trompette. En 1940, il fait ses débuts professionnels dans l’orchestre de Sonny Durham. On l’entend ensuite dans de nombreux big bands dont ceux de Benny Goodman, Ray McKinley (1942), Tommy Dorsey (1943-1944), Charlie Barnet (1944), Woody Herman (1946), Boyd Raeburn (1947), Tex Beneke (1948), Jerry Gray (en) (1950-1951).
Il s’installe en Californie où il se produit avec la chanteuse Peggy Lee ou l’orchestre de Stan Kenton. À partir de 1954, il se produit avec son propre groupe, puis, à partir de 1959, dans une formation qu'il dirige avec son frère Conte (à partir de 1959). On peut l'entendre dans de nombreux enregistrement de jazz West Coast.
Il mène en parallèle une intense carrière de musicien de studio, travaillant beaucoup pour le cinéma (en particulier pour Henry Mancini), la télévision, la radio et participant aux enregistrements de nombreux chanteurs ou chanteuses.
Dans les années 1970, il joue dans l’orchestre de l’émission télévisée de Merv Griffin. Marié successivement à deux actrices-chanteuses, Betty Hutton puis Edie Adams, Pete Candoli a aussi mené, parallèlement à ses activités musicales, une carrière de comédien (cf. le 3e lien externe).
Pete Candoli est un trompettiste possédant une impressionnante technique (en particulier une remarquable maîtrise du registre aigu… d’où le surnom « Superman »), un excellent musicien de pupitre et un soliste brillant même s'il est peut-être un jazzman moins inventif que son frère Conte.